# Santo Antônio dos Milagres
Santo Antônio dos Milagres är en kommun i Brasilien.   Den ligger i delstaten Piauí, i den östra delen av landet, 1 200 km nordost om huvudstaden Brasília. Antalet invånare är 2 058.
Omgivningarna runt Santo Antônio dos Milagres är huvudsakligen savann. Runt Santo Antônio dos Milagres är det glesbefolkat, med 8 invånare per kvadratkilometer.